# Andrea Orcel
Andrea Orcel (Roma, Italia, 14 de mayo de 1963) es un banquero de inversiones y ejecutivo financiero italiano. Orcel fue presidente de UBS Investment Bank desde junio de 2012 hasta septiembre de 2018.
Nacido en Roma, asistió a la Universidad de Roma, Sapienza, donde se graduó summa cum laude con títulos en Economía y Comercio. Asistió a la escuela de negocios INSEAD en Francia después de trabajar en Goldman Sach y antes de unirse a Boston Consulting Group a finales de los años ochenta. En 1992, fue contratado por Merril Lynch & Co., donde pasó los veinte años siguientes en su Grupo de Instituciones Financieras y ascendió de rango para convertirse en Presidente Ejecutivo del Banco de Inversiones. Dejó Merril Lynch en 2012 para unirse al banco suizo UBS. Desde 2012 hasta 2018, Orcel lideró una importante reestructuración corporativa, centrándose en la estrategia de capital lite, y redujo las cuentas salariales del banco de inversión en 3 mil millones de dólares, haciendo del banco de inversiones UBS uno de los más rentables de Wall Street.

## Trayectoria
Se graduó summa cum laude en Económicas y Comercio por la Universidad de Roma La Sapienza y tiene un MBA de INSEAD. Habla cuatro idiomas (inglés, francés, español e italiano).

### Merril Lynch
Orcel trabajó en Merrill Lynch & Co. desde 1992 hasta 2012, una empresa que fue adquirida por Bank of America en 2009 para crear Bank of America Merrill Lynch.
Después de graduarse, en 1988, Orcel fue contratado por el banco estadounidense de inversiones Goldman Sachs para trabajar en su negocio de renta fija. Un año después, dejó la empresa para trabajar como consultor senior en Boston Consulting Group desde 1989 hasta 1992 en sus departamentos de reestructuración corporativa y estrategia. En 1992, se le pidió que se uniera a Merrill Lynch & Co. en su Grupo de Instituciones Financieras (FIG). Orcel orquestó la fusión de $ 25 mil millones (€ 21,2 mil millones) de los grupos bancarios italianos, Credito Italiano y UniCredito para formar el conglomerado bancario UniCredit en 1998.  La fusión convirtió a UniCredit en el banco más grande de Italia. Al año siguiente, cerró personalmente la fusión de $ 13 mil millones (€ 11 mil millones) de Banco Bilbao Vizcaya y Argentaria para crear BBVA. BBVA se convirtió en el segundo banco más grande de España después de la fusión. Orcel fue el jefe de la FIG global desde 2003 hasta 2007, sucediendo a Joseph Willit.  En 2004, Orcel inició la adquisición de la filial británica Abbey National por parte del banco español Santander, expandiendo las operaciones de los bancos en el Reino Unido en un acuerdo por valor de $ 15.56 mil millones. Orcel, en 2007 fue designado por Santander para asesorarlos junto con el Royal Bank of Scotland (RBS) para asesorar sobre la adquisición de ABN Amro por $ 55 mil millones. El acuerdo fue orquestado por Orcel después de que trajera a Fortis y Santander para ejecutar una oferta de consorcio de tres vías para ABN Amro. En ese momento, la oferta estableció un récord para la mayor fusión o adquisición en el historial de servicios financieros.

### UBS
Tras el escándalo del comerciante fraudulento de UBS de 2011 y una reestructuración corporativa, Orcel fue invitado a la junta ejecutiva del grupo y designado co-CEO de la unidad de banca de inversión de UBS. Al unirse, Orcel representó a UBS en la comisión de estándares bancarios del Parlamento británico para explicar el papel de la compañía en el escándalo. A pesar de que fue contratado principalmente como gerente, continuó asesorando a algunos de los clientes de mayor perfil de la firma y socios institucionales. Desde principios de 2013 hasta finales de 2014, Orcel inició una reestructuración corporativa del banco de inversión para "[dejar de] tratar de ser el mayor banco de inversión y [centrarse] en ser el mejor". Con un enfoque en el retorno de la inversión (ROI), el desapalancamiento y la reducción de costos, Orcel aumentó la mayoría de las posiciones de capital y redujo el capital. En mayo de 2015, él era el ejecutivo con mayores ingresos en UBS Group AG, con un salario base de 8 millones de dólares.  En febrero de 2016, orquestó la fusión de las operaciones de Vodafone y Liberty Global en los Países Bajos para crear una empresa conjunta en un acuerdo por un valor de $ 1.1 mil millones (€ 1.000 millones).

### Santander
En septiembre de 2018, Ana Botín anunció que Orcel lideraría el banco comercial español y la compañía de servicios financieros Banco Santander como su director ejecutivo (CEO), a partir de principios de 2019. Orcel dejó formalmente UBS el 30 de septiembre de 2018. Cuando Orcel abandonó repentinamente UBS, su contrato de trabajo incluía una remuneración variable valorada en $ 21.3 millones (€ 18.5 millones). Santander compró su contrato y pagó a Orcel esta remuneración como parte de su bono de inicio de sesión el 19 de octubre de 2018. Su nombramiento como director ejecutivo lo convierte en el primer individuo no español en ocupar un puesto de alto rango en la compañía. El 15 de enero de 2019, el Directorio de Grupo Santander anuncia que la designación de Andrea Orcel para el cargo de CEO del Grupo no continuará. Al momento de ofrecer a Orcel el rol de CEO del Grupo, el Consejo de Santander había acordado los términos de su remuneración anual en su futuro cargo en Santander, que estaban en línea con los de José Antonio Álvarez. Sin embargo, no fue posible determinar de antemano el costo final de la parte del Grupo de compensar al Sr. Orcel por los premios a la remuneración que le hizo su anterior empleador, que se habrían dejado de lado. Por lo tanto, la Junta procedió con el nombramiento sobre la base de una estimación estimada del costo probable para Santander, con base en el asesoramiento, los precedentes y las expectativas de mitigación. Ahora ha quedado claro que el costo para Santander de compensar al Sr. Orcel por los premios diferidos que ha ganado en los últimos siete años, y otros beneficios que se le otorgaron anteriormente, sería una suma significativamente superior a las expectativas originales de la Junta al momento de la cita. 
Botín confiaba en que podría encontrar una solución clara para el problema de las acciones UBS diferidas de Orcel, que representaban entre el 50 y el 60 por ciento de su remuneración gracias a las reglas posteriores a la crisis que requieren que los banqueros sean pagados con acciones cerradas que pueden ser recuperadas.
José Antonio Álvarez, quien ha permanecido en el cargo desde el anuncio y su transición anticipada en marzo a presidente de Santander España, continuará sirviendo en este rol sin cambios.

## Vida personal
Está casado con la interiorista portuguesa Clara Batalim-Orcel, con quien tiene una hija. Se casó con Batalim-Orcel en 2009, con 46 años, después de 16 años de noviazgo.
Conocido políglota, habla cinco idiomas europeos: italiano, francés, inglés, alemán y español, con fluidez. También es conocido por su preferencia por las corbatas de seda de Salvatore Ferragamo. El régimen de ejercicio de Orcel incluye correr de alta intensidad (HIR), entrenamiento con pesas y esquí acuático.